# Ulrich Pauly
Ulrich Pauly (geboren 22. November 1948 in Warendorf) ist ein deutscher Japanologe und Autor.

## Leben und Werk
Ulrich Pauly studierte zunächst vier Semester Rechtswissenschaften an der Rheinische Friedrich-Wilhelms-Universität Bonn, aber wechselte, angezogen von den Vorlesungen des Japanologen und Volkskundlers Josef Kreiner dort zur Japanologie. Der Religionswissenschaftler Hans-Joachim Klimkeit war ein weiterer Lehrer, der ihn prägte. So kam ein Studium der Vergleichenden Religionswissenschaft, Völkerkunde und Europäischen Volkskunde sowie Geschichte des Buddhismus zustande. Pauly besuchte von 1972 bis 1973 die Universität Wien.
Von 1974 bis 1975 bereiste Pauly Südjapan, Okinawa, Taiwan und Korea. Von 1976 bis 1978 studierte er mit einem DAAD-Stipendium an der buddhistisch geprägten Ryūkoku-Universität in Kyōto. Pauly wurde mit der Arbeit „Ikkō-ikki: Die Ikkō-Aufstände und ihre Entwicklung aus den Aufständen der bündischen Bauern und Provinzialen des japanischen Mittelalters“ promoviert. Die über 600 Seiten umfassende Dissertation, für die er sich mehrfach in Japan aufhielt, zeigt bereits Paulys Arbeitsweise, Themen mit dem notwendig hohen Zeitaufwand zu erarbeiten.
Von 1987 bis 2000 arbeitete Pauly als Wissenschaftlicher Referent der Deutsche Gesellschaft für Natur- und Völkerkunde Ostasiens in Tokio. Seit seiner Rückkehr nach Deutschland und arbeitet er als Autor in Bonn. Er schreibt regelmäßig Fachbeiträge für die zehnmal im Jahr erscheinenden „OAG Notizen“ (ISSN 1343-408X). Schwerpunkte seiner Veröffentlichungen sind Religion, Geschichte und Volkskultur Asiens, insbesondere Japans.

## Publikationen
- Sakoku. Zu den Hintergründen von Japans Weg in die nationale Abschließung unter den Tokugawa. OAG Taschenbuch Nr. 036, 1989.
- Seppuku. Ritueller Selbstmord in Japan.  OAG Taschenbuch Nr. 063, 1995. ISBN 4-87238-004-5.
- Buddha als Symbol. OAG Taschenbuch Nr. 071, 1998. ISBN 4-87238-012-6.
- Die Teufel kommen zum Tanz. Das Hana-matsuri von Nakashitara in Oku Mikawa. OAG Taschenbuch Nr. 80, 2002. ISBN 4-87238-021-5
- Kannon – Wandel einer Mittlergestalt. Iudicium Verlag München, 2003. ISBN 3-89129-776-9.

- mit Norbert Adami: Ideal und Wirklichkeit: Essays zur japanischen Gegenwart. München: iudicium Verlag 1991. ISBN 3-89129-281-3.
- mit Sabine Nagata: Die Japan-Berichterstattung des deutschen Nachrichtenmagazins Der Spiegel (1947–1988). OAG Taschenbuch Nr. 077, 2000. ISBN 978-4-87238-018-7.